# Liste der Kulturgüter in Bargen BE
Die Liste der Kulturgüter in Bargen BE enthält alle Objekte in der Gemeinde Bargen im Kanton Bern, die gemäss der Haager Konvention zum Schutz von Kulturgut bei bewaffneten Konflikten, dem Bundesgesetz vom 20. Juni 2014 über den Schutz der Kulturgüter bei bewaffneten Konflikten sowie der Verordnung vom 29. Oktober 2014 über den Schutz der Kulturgüter bei bewaffneten Konflikten unter Schutz stehen.
Objekte der Kategorie A sind im Gemeindegebiet nicht ausgewiesen, Objekte der Kategorie B sind vollständig in der Liste enthalten, Objekte der Kategorie C fehlen zurzeit (Stand: 14. Januar 2024). Unter übrige Baudenkmäler sind geschützte Objekte zu finden, die im Bauinventar des Kantons Bern als «schützenswert» verzeichnet sind.

## Kulturgüter
| Foto |                                                                            | Objekt                                          | Kat. | Typ | Standort                       | Beschreibung |
| ---- | -------------------------------------------------------------------------- | ----------------------------------------------- | ---- | --- | ------------------------------ | --- |
| ja   | Datei hochladen · Wikidata zu Reformierte Kirche mit Pfarrhaus (Q29651635) | Reformierte Kirche mit Pfarrhaus KGS-Nr.: 00596 | B    | G   | Kirchrain 7, 9 586780 / 209640 | Im Kern spätromanisches Kirchengebäude aus dem 13. Jahrhundert, im 15. Jahrhundert sowie von 1664 bis 1672 umgebaut. Schlichter Putzbau unter Satteldach mit Dachreiter, eingezogener spätgotischer Rechteckchor. Die Innenausstattung stammt aus der Zeit der Renaissance. Daneben steht das 1620 erbaute Pfarrhaus, ein nachgotischer Putzbau unter geknicktem Viertelwalmdach. |

## Übrige Baudenkmäler
Hinweis: Anstelle der KGS-Nummer wird als Objekt-Identifikator (ID) die Grundstücksnummer verwendet.
| ID   | Foto |                                                                            | Objekt                               | Typ | Standort                          | Beschreibung |
| ---- | ---- | -------------------------------------------------------------------------- | ------------------------------------ | --- | --------------------------------- | ------------ |
| 132  | ja   | Datei hochladen · Wikidata zu Ehemalige Gemeindeschreiberei (Q113162597)   | Ehemalige Gemeindeschreiberei (1920) | G   | Kirchrain 1a 586682 / 209702      |              |
| 132  | ja   | Datei hochladen · Wikidata zu Gemeindeofenhaus (Q113162715)                | Gemeindeofenhaus (um 1850)           | G   | Dorfplatz 3 586652 / 209705       |              |
| 136  | ja   | Datei hochladen · Wikidata zu Ehemaliges Ofenhaus (Q113163206)             | Ehemaliges Ofenhaus (1785)           | G   | Kirchrain 7a 586778 / 209708      |              |
| 516  | ja   | Datei hochladen · Wikidata zu Ehemaliges Bauernhaus (1696) (Q113163425)    | Ehemaliges Bauernhaus (1696)         | G   | Murtenstrasse 48 586640 / 209811  |              |
| 549  | ja   | Datei hochladen · Wikidata zu Ehemaliges Bauernhaus (um 1800) (Q113163290) | Ehemaliges Bauernhaus (um 1800)      | G   | Murtenstrasse 90 586125 / 209449  |              |
| 839  | ja   | Datei hochladen · Wikidata zu Bauernhaus (1858) (Q113163579)               | Bauernhaus (1858)                    | G   | Murtenstrasse 19 586990 / 209974  |              |
| 966  | ja   | Datei hochladen · Wikidata zu Ehemaliges Bauernhaus (1783) (Q113163761)    | Ehemaliges Bauernhaus (1783)         | G   | Murtenstrasse 62 586421 / 209659  |              |
| 1449 | ja   | Datei hochladen · Wikidata zu Ehemaliges Bauernhaus (1837) (Q113164030)    | Ehemaliges Bauernhaus (1837)         | G   | Dorfplatz 1 586728 / 209750       |              |
| 1643 | ja   | Datei hochladen · Wikidata zu Bauernhaus (1839) (Q113164329)               | Bauernhaus (1839)                    | G   | Uligasse 2 586506 / 209565        |              |
| 1745 | ja   | Datei hochladen · Wikidata zu Stöckli (1850) (Q113164545)                  | Stöckli (1850)                       | G   | Murtenstrasse 26 586802 / 209862  |              |
| 2139 | ja   | Datei hochladen · Wikidata zu Stöckli (um 1830) (Q113164748)               | Stöckli (um 1830)                    | G   | Murtenstrasse 46a 586663 / 209787 |              |